# Byrapura, Tiptur
Byrapura là một làng thuộc tehsil Tiptur, huyện Tumkur, bang Karnataka, Ấn Độ.